# Segundo gobierno de Rafael Caldera
El segundo gobierno de Rafael Caldera (2 de febrero de 1994-2 de febrero de 1999) fue su último gobierno, tras ganar las elecciones de 1993 con el Chiripero, una coalición de pequeños partidos de izquierda y de derecha que incluía su recién fundada Convergencia, después de romper con su partido Copei. Rafael Caldera había sido presidente anteriormente, de 1969 a 1974.  
La política legislativa de Caldera incluyó la suspensión de las garantías constitucionales brevemente en 1994. Convergencia llegó al poder tras unas elecciones con una abstención de casi 40% y contó con un tercio de los escaños en el Congreso, gobernando con minoría parlamentaria y sumando el apoyo del Movimiento al Socialismo (MAS), y nombrando parte del gabinete ministerial con integrantes provenientes del MAS y de Acción Democrática (AD). 
Su política de defensa incluyó el cambio exitoso de toda la cúpula militar tras el intento de golpe de Estado del 4F contra Carlos Andrés Pérez, junto con sobreseimientos a los participantes, entre esos, a Hugo Chávez, quien lo acusó en 1996 de haber sido cómplice.
Su política económica incluyó un programa de ajuste macroeconómico bautizado como Agenda Venezuela,  donde se le dio continuidad a la apertura petrolera de Pérez y se devaluó el bolívar; se creó el Servicio Nacional Integrado de Administración Tributaria (SENIAT), y se privatizó Siderúrgica del Orinoco (Sidor). El gobierno de Caldera lidió desde el principio con la crisis financiera de 1994, iniciada durante la anterior administración, una fuerte caída en los precios del petróleo, la recesión económica y una alta inflación que se estabilizó al final de su mandato, siendo criticados también los escándalos conocidos como el caso de los banqueros prófugos (donde se vio involucrado su yerno) y el caso Gruber. 
La política laboral del gobierno incorporó la prohibición de despedir a personas por su orientación sexual.

## Campaña electoral

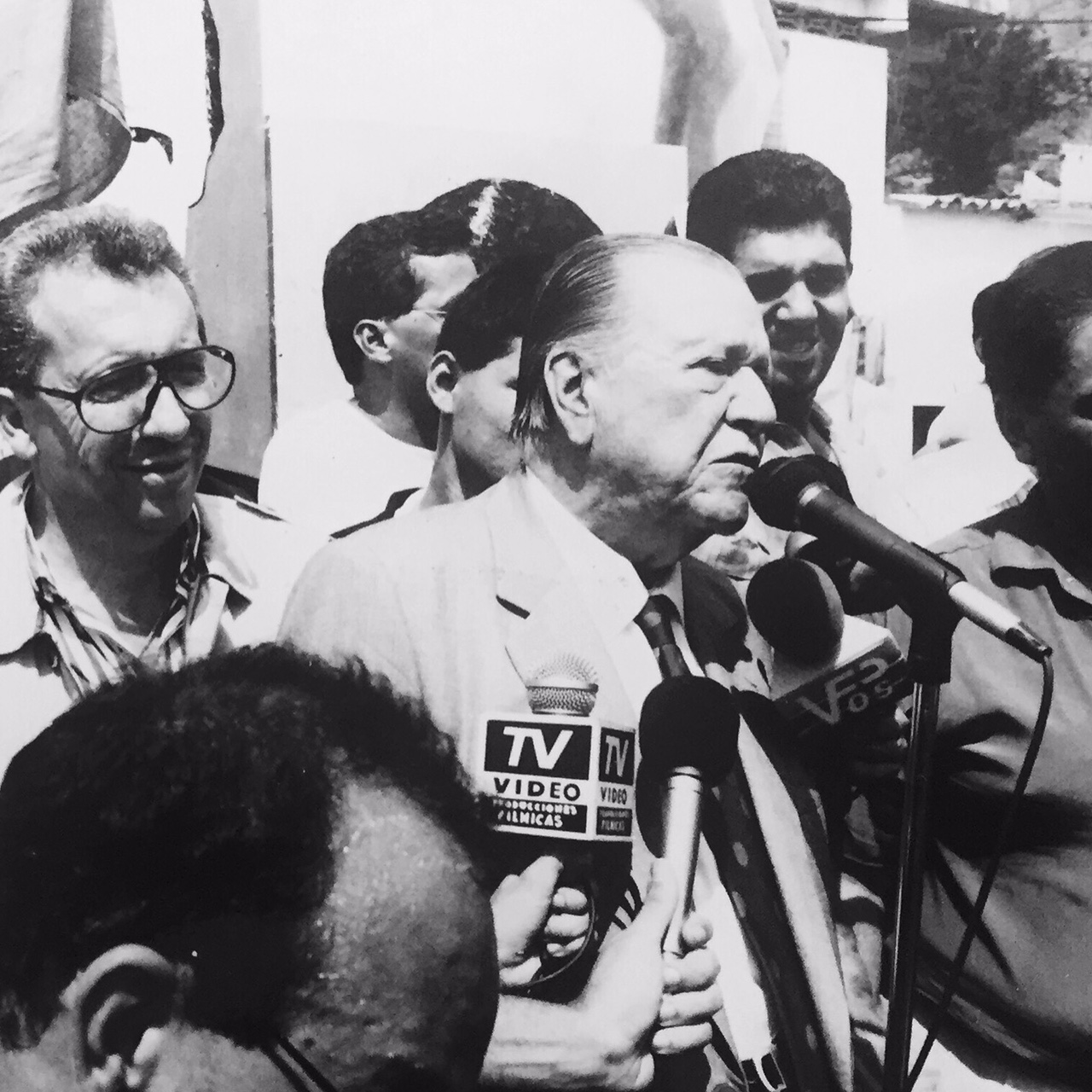
Rafael Caldera en Mérida durante su campaña presidencial.

Andrés Caldera Pietri, hijo de Rafael Caldera, fue secretario general de la campaña y el estratega político Juan José Rendón, quien había asesorado a Carlos Andrés Pérez en su campaña pasada, asesoró también a Rafael Caldera en la suya, donde ganó las elecciones.
El banquero cubano Orlando Castro Llanes declaró en 1996 en una corte en Florida, Estados Unidos, que había financiado a Caldera con un cheque de 20 millones de bolívares para su campaña en dichas elecciones.

## Gabinete
En su segunda presidencia, Caldera incluyó en su gabinete a políticos de otras corrientes políticas que apoyaron su candidatura, como algunos representantes del partido MAS, Teodoro Petkoff en el Ministerio de la Oficina Central de Coordinación y Planificación, y Pompeyo Márquez en el Ministerio de Fronteras, como así como algunos independientes en otros ministerios. De todas formas el apoyo del MAS y otros partidos fue fundamental para aprobar algunas leyes en el Congreso Nacional en sus primeros años de gobierno, debido a que su propio partido tenía pocas curules en el Congreso. 

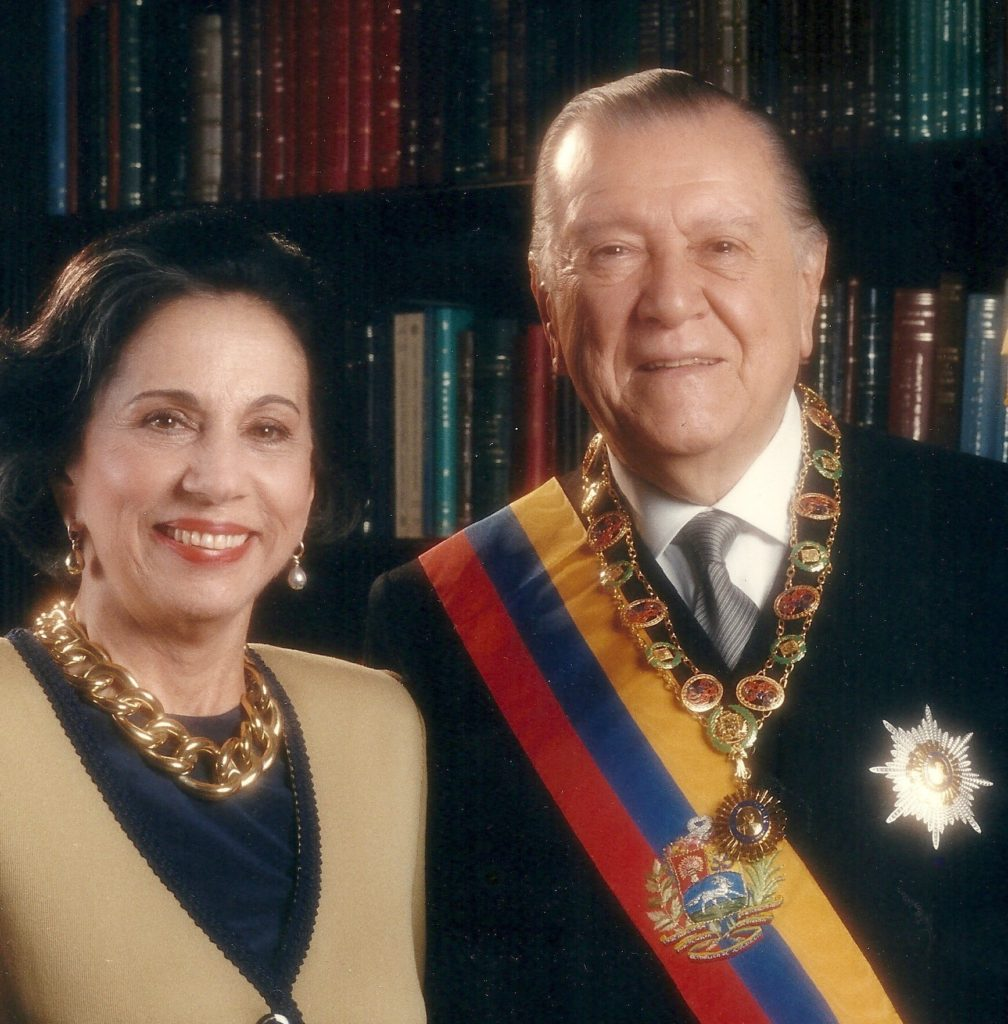
Pareja presidencial 1994-1999.

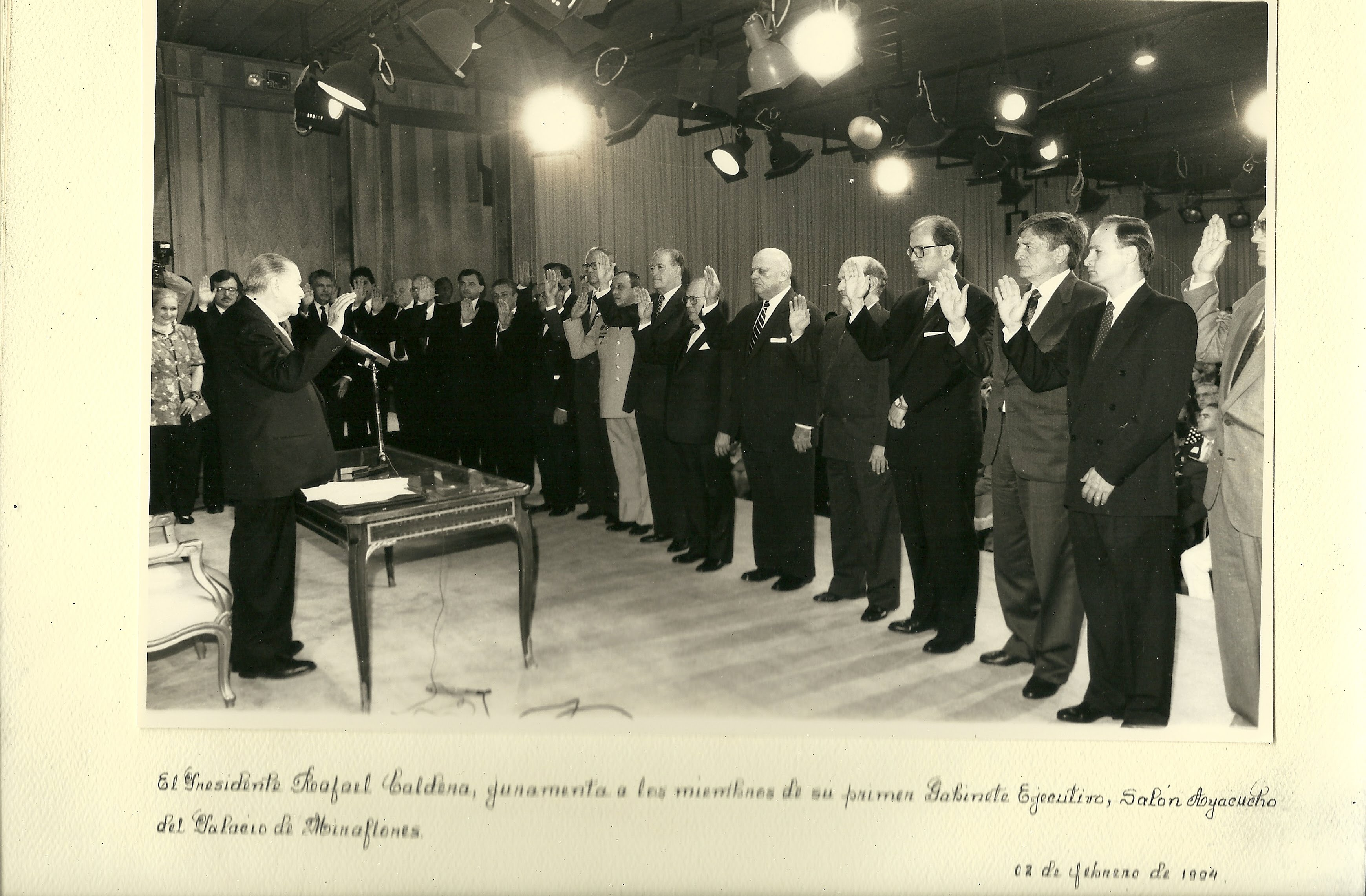
Juramentación del primer gabinete ministerial en 1994.

Su hijo Andrés Caldera Pietri fue nombrado ministro del Despacho de la Presidencia.
| Gabinete ministerial (1994-1999) | Gabinete ministerial (1994-1999) | Gabinete ministerial (1994-1999) |
| -------------------------------- | -------------------------------- | -------------------------------- |
| Ministerio                       | Nombre                           | Periodo                          |
| Relaciones Interiores            | Ramón Escovar Salom              | 1994–1996                        |
| Relaciones Interiores            | José Guillermo Andueza           | 1996–1998                        |
| Relaciones Interiores            | Asdrúbal Aguiar                  | 1998–1999                        |
| Relaciones Exteriores            | Miguel Ángel Burelli Rivas       | 1994–1999                        |
| Finanzas                         | Julio Sosa Rodríguez             | 1994–1995                        |
| Finanzas                         | Luis Raúl Matos Azócar           | 1995–1998                        |
| Finanzas                         | Freddy Rojas Parra               | 1998                             |
| Finanzas                         | Maritza Izaguirre                | 1998–1999                        |
| Defensa                          | Rafael Montero Revette           | 1994–1995                        |
| Defensa                          | Moisés Orozco Graterol           | 1995–1996                        |
| Defensa                          | Pedro Valencia Vivas             | 1996–1997                        |
| Defensa                          | Tito Manlio Rincón Bravo         | 1997–1999                        |
| Fomento                          | Luis Carlos Palacios             | 1994                             |
| Fomento                          | Alberto Poletto                  | 1994–1995                        |
| Fomento                          | Werner Corrales                  | 1995–1996                        |
| Fomento                          | Freddy Rojas Parra               | 1996–1999                        |
| Industria y Comercio             | Freddy Rojas Parra               | 1997–1998                        |
| Industria y Comercio             | Héctor Maldonado Lira            | 1998–1999                        |
| Reforma de la Economía           | Asdrúbal Baptista                | 1994                             |
| Transporte y Comunicaciones      | César Quintíni Rosales           | 1994                             |
| Transporte y Comunicaciones      | Ciro Zaa Álvarez                 | 1994–1996                        |
| Transporte y Comunicaciones      | Moisés Orozco Graterol           | 1996–1998                        |
| Transporte y Comunicaciones      | Julio César Martí Espina         | 1998–1999                        |
| Educación                        | Antonio Cárdenas Colmenter       | 1994–1999                        |
| Justicia                         | Rubén Creixens Savignon          | 1994–1996                        |
| Justicia                         | Enrique Meier Echeverría         | 1996–1997                        |
| Justicia                         | Hilarión Cardozo Esteva          | 1997–1999                        |
| Minas e Hidrocarburos            | Edwin Arrieta Valera             | 1994–1999                        |
| Trabajo                          | Juan Nepomuceno Garrido          | 1994–1997                        |
| Trabajo                          | María Bernardoni de Govea        | 1997–1999                        |
| Ambiente                         | Roberto Pérez Lecuna             | 1994–1997                        |
| Ambiente                         | Rafael Martínez Monro            | 1997–1999                        |
| Agricultura                      | Ciro Áñez Fonseca                | 1994–1995                        |
| Agricultura                      | Raúl Alegrett Ruiz               | 1995–1998                        |
| Agricultura                      | Ramón Ramírez López              | 1998–1999                        |
| Sanidad y Asistencia Social      | Vicente Pérez Dávila             | 1994                             |
| Sanidad y Asistencia Social      | Carlos Walter Valecillos         | 1994–1995                        |
| Sanidad y Asistencia Social      | Pedro Rincón Gutiérrez           | 1995–1997                        |
| Sanidad y Asistencia Social      | José Félix Oletta                | 1997–1999                        |
| Desarrollo Urbano                | Ciro Zaa Álvarez                 | 1994                             |
| Desarrollo Urbano                | Francisco González               | 1994–1997                        |
| Desarrollo Urbano                | Julio César Martí Espina         | 1997–1998                        |
| Desarrollo Urbano                | Luis Granados                    | 1998–1999                        |
| Familia                          | Mercedes Pulido                  | 1994–1996                        |
| Familia                          | Carlos Altimari Gásperi          | 1996–1999                        |
| Secretario de la Presidencia     | Andrés Caldera Pietri            | 1994–1996                        |
| Secretario de la Presidencia     | Asdrúbal Aguiar                  | 1996–1998                        |
| Secretario de la Presidencia     | José Guillermo Andueza           | 1998–1999                        |
| Cordiplan                        | Enzo Del Búffalo                 | 1994                             |
| Cordiplan                        | Luis Carlos Palacios             | 1994                             |
| Cordiplan                        | Werner Corrales                  | 1994–1995                        |
| Cordiplan                        | Edgar Paredes Pisani             | 1995–1996                        |
| Cordiplan                        | Teodoro Petkoff                  | 1996–1999                        |
| Descentralización                | José Guillermo Andueza           | 1994–1996                        |
| CVG                              | Alfredo Grúber                   | 1994                             |
| CVG                              | Elías Nadim Inaty                | 1994–1999                        |

## Política nacional

### Política legislativa

Composición del Senado (1993-1998): en verde claro el partido de Caldera, Convergencia.

Composición de la Cámara de Diputados (1993-1998).

Rafael Caldera contó con el apoyo en el Congreso de su partido Convergencia y del Movimiento al Socialismo (MAS), que sumaban aproximadamente un tercio de los votos, por lo cual no contaba con mayoría parlamentaria. En este contexto, Rafael Caldera anunció públicamente la posibilidad de hacer una asamblea constituyente y disolver el Congreso si no lograba llegar a acuerdos que le permitieran gobernar, sin embargo, esto no ocurrió.

### Política judicial

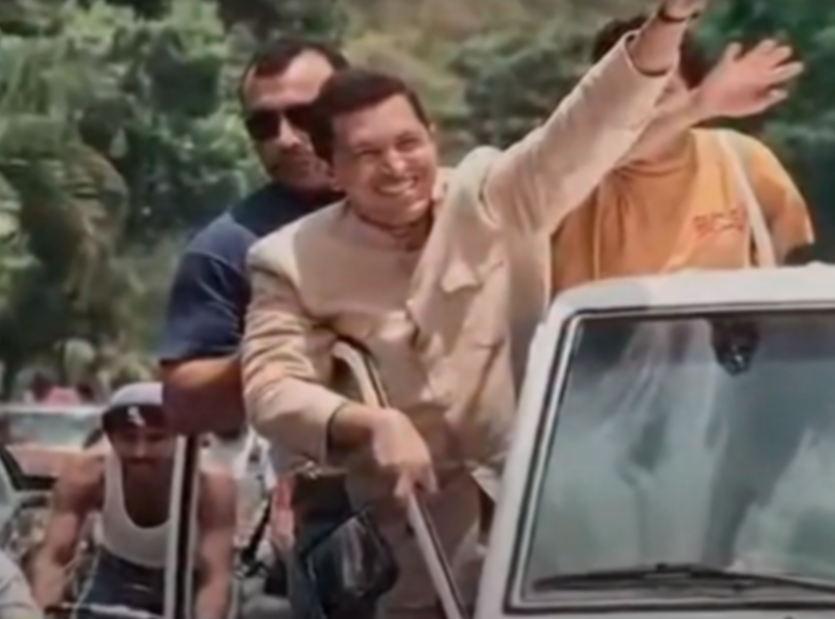
Liberación de Hugo Chávez de la Cárcel de Yare después del sobreseimiento concedido por Rafael Caldera.

Rafael Caldera hizo campaña con la promesa de liberar a los golpistas participantes en las intentonas de 1992, entre esos, Hugo Chávez, otorgándoles la amnistía el 14 de febrero de 1994. Chávez comenzó a hacer campaña al ser liberado y terminó ganando las elecciones presidenciales de 1998. Caldera después escribió en un artículo en el El Universal que se había arrepentido del indulto a Chávez.
El 18 de abril de 1996 fue detenido en su casa por la DISIP Antonio Espinoza del partido Bandera Roja, quien estuvo incomunicado. Amnistía Internacional denunció que a la familia de Espinoza se le había negado información sobre su detención.
El 23 de octubre de 1996 la Dirección de los Servicios de Inteligencia y Prevención puso bajo arresto en régimen de incomunicación al astrólogo José Bernardo Gómez por 48 horas, por haber vaticinado días antes que el presidente Rafael Caldera moriría antes de finalizar su período. Según el historiador José Sant Roz «se requisaron unos 27 vehículos, se le buscó en catorce viviendas, se rastrearon sus llamadas telefónicas y se interrogaron a sus vecinos, parientes y amigos».

### Política de defensa
La situación con las Fuerzas Armadas era delicada antes de la llegada de Caldera. El ministro de Defensa del gobierno interino de Ramón J. Velásquez, Radamés Muñoz León, continuó en el cargo hasta su renuncia en enero de 1994, luego de que Rafael Caldera anunciara la destitución de la cúpula militar tras el descalabro de las dos intentonas golpistas del 4 de febrero y 27 de noviembre de 1992. Según el diario El Tiempo, «la decisión de Caldera fue recibida con beneplácito por la dirigencia política».
Como era tradición en Venezuela, Caldera cambió todos los años su ministro de Defensa.
Rafael Caldera llegó a expresar que el reclutamiento forzado había sido sustituido por un «movimiento espontáneo de voluntarios». Sin embargo, el reclutamiento forzoso continuó implementándose a pesar de que las autoridades lo negaban y justificaban estos procedimientos como una «revisión de documentos».
En 1998, Provea denunció el caso de Roberto Antonio Cabrera que fue reclutado pese a haber manifestado su objeción de conciencia debido a que era miembro de los Testigos de Jehová. Cabrera fue insultado y sufrió una golpiza siendo posteriormente encerrado en un armario donde le arrojaron dos bombas lacrimógenas.

### Política económica
El presidente Caldera definió la política económica de su segundo gobierno como «populista» y «neoliberal», haciendo énfasis en la intención de luchar contra la pobreza. Llevó a cabo un programa del Fondo Monetario Internacional de ajustes y privatizaciones de petroleras, bancos, empresas eléctricas, siderúrgicas, hoteles e hipódromos.

#### Crisis bancaria de 1994
Rafael Caldera asumió en medio de una crisis financiera que comenzó con la quiebra del Banco Latino que fue asumido por el gobierno durante la presidencia interina de Ramón José Velásquez, causada fundamentalmente por la concentración de autocarteras y el otorgamiento de autopréstamos a los accionistas y testaferros de un importante número de bancos, que arrasa con la mitad del sistema de ahorros y culminó con la pérdida de depósitos. Hasta octubre de 1994, el Gobierno se había apoderado de más de 10 bancos en quiebra,. El dinero entregado por el gobierno a los bancos restringió el gasto público en otras áreas, afectando a miles de personas y creando un grave desequilibrio en la economía venezolana. 

Como explica René Salgado en su investigación sobre gobierno y economía en Venezuela, «el rescate del sector financiero por parte del Gobierno garantizó aproximadamente 6 mil millones de dólares a los depositantes, lo que representó aproximadamente el 75 por ciento del presupuesto nacional anual y un alarmante 13 por ciento del producto interno bruto. Otras quiebras bancarias continuaron a lo largo del año y hasta 1995».

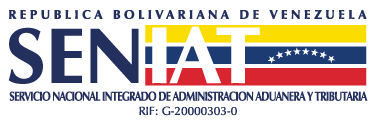
Logo del SENAT, posteriormente convertido en SENIAT

El 27 de junio Caldera anunció la suspensión temporal de algunas garantías constitucionales, fundamentalmente relacionadas con la propiedad privada y la libre actividad económica, el establecimiento de un conjunto de medidas extraordinarias entre las cuales se encontraban el control de cambios y de precios como salidas impostergables frente a la severa inestabilidad del sistema financiero. Según el Ministerio de Hacienda, «la totalidad de recursos que la Nación debió destinar durante 1994 para asistir a las instituciones financieras intervenidas y estatizadas se elevó a la suma de 1.037.043 millones de bolívares», equivalente al 12% del producto bruto de ese año. Las entidades financieras quebradas por el vaciado de depósitos y las afectadas por prácticas especulativas pasaron a ser rehabilitadas por el Estado. De hecho, el Banco Central de Venezuela anunció la suspensión de todas sus transacciones en dólares. 
La confianza y credibilidad de venezolanos y extranjeros en las instituciones financieras se vio seriamente afectada. Más de setenta mil medianas y pequeñas empresas quebraron, fundamentalmente por el régimen cambiario impuesto por el gobierno, que dificultó la obtención de divisas para adquirir bienes intermedios. Los precios de los alimentos, la ropa y el transporte subieron sin control, empobreciendo a un mayor número de venezolanos. Caldera también tuvo que manejar una vertiginosa espiral inflacionaria y una reducción paralela de las reservas de divisas, empleadas generosamente por el apoyo del bolívar frente al dólar estadounidense. 
Según el economista venezolano Moisés Naím, exministro de Pérez y crítico abierto de Caldera, a pesar de estos esfuerzos, la administración de Caldera fue «particularmente ineficaz en llevar ante la justicia a los muchos reguladores y banqueros responsables de la crisis bancaria masiva del país». Por diferencias con sus socios de coalición como el MAS, Caldera buscó el apoyo de Acción Democrática en el Congreso; algunos miembros de sus miembros ingresaron al gabinete ministerial.

#### Agenda Venezuela
La crisis del sistema financiero determinó la salida del ministro Sosa Rodríguez de la cartera de Hacienda; inmediatamente se dio inicio a la reorganización del gabinete económico y a la reelaboración de la política económica para enfrentar la crisis. En sustitución de Sosa ingresó Luis Raúl Matos Azocar al despacho de Hacienda el 7 de febrero de 1995.

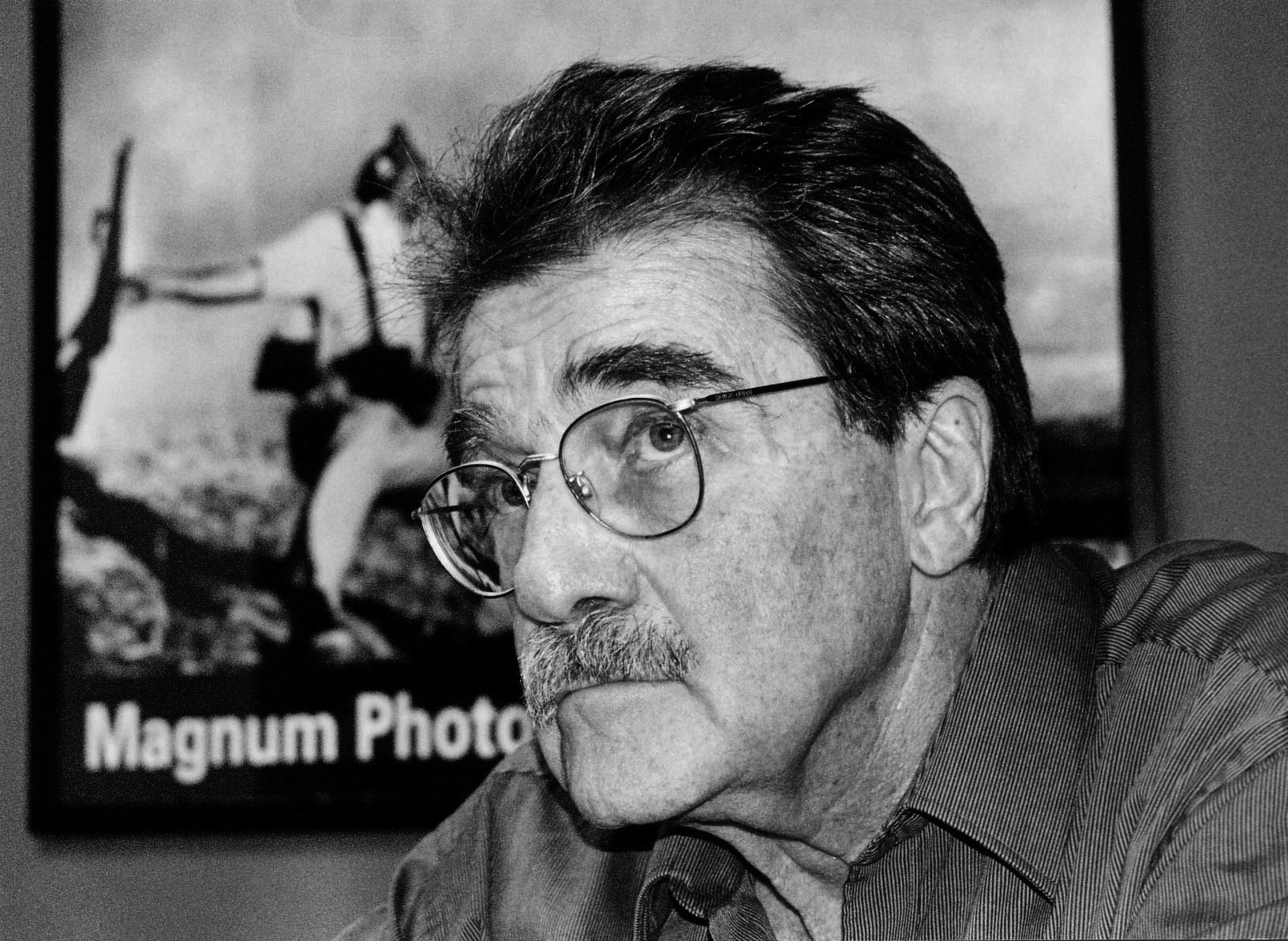
Teodoro Petkoff, ministro de Cordiplan (Planificación) fue el impulsor de la Agenda Venezuela, un programa de ajuste.

Ante el fracaso del control de cambios y de varias medidas para superar la gravedad de la situación económica; el desequilibrio fiscal, la disminución de las reservas internacionales y el aumento de la inflación, el gobierno resolvió adelantar un nuevo programa económico de ajuste, el cual fue presentado al país como la Agenda Venezuela. En marzo de 1996 el economista Teodoro Petkoff, exguerrillero y exdiputado, fue nombrado ministro de Cordiplan e impulsó dicho programa económico, asegurando que no era un plan neoliberal, sino de «sentido común y de consenso social». La intención de dicho plan erar reformar la economía venezolana, fomentar la iniciativa privada y eliminar las restricciones cambiarias existentes desde hacía años. Se devaluó el bolívar en un 70%, se impuso el régimen cambiario, se aumentó el precio de los combustibles en un 800%, se liberalizaron las tasas de interés y se continuó con el proceso de privatización. El déficit fiscal obligó al gobierno de Caldera a aplicar un severo plan de austeridad que incluyó un recorte del 10% del presupuesto federal en 1994 y una reforma de la legislación fiscal. A diferencia del plan de ajuste de Carlos Andrés Pérez, el de Caldera sí se pudo ejecutar.
En 1997, el producto interno bruto (PIB) creció por encima del 55% y la tasa de inflación se redujo a la mitad. Sin embargo, la crisis financiera asiática de 1997 llevó los precios del petróleo a niveles muy bajos, lo que obligó al gobierno a realizar grandes recortes presupuestarios. En 1997 el gobierno de Caldera privatizó la Siderúrgica del Orinoco (Sidor).

##### Apertura petrolera
Durante la segunda presidencia de Caldera se continuó el proceso de apertura petrolera con el propósito de incrementar la participación del sector privado, nacional e internacional, en la operación, exploración y refinación de petróleo y gas natural. La crisis mundial del mercado petrolero influyó negativamente en este proceso. Provocó una aguda crisis fiscal, hubo un crecimiento negativo de (-0.11%). A pesar de eso, para 1998 Venezuela tenía las reservas internacionales más altas de Latinoamérica en proporción al PIB, alrededor de 15 millardos de dólares. Además, la deuda se redujo de 26.981 millones para 1994 a 23.175 millones para 1999.

#### Indicadores económicos

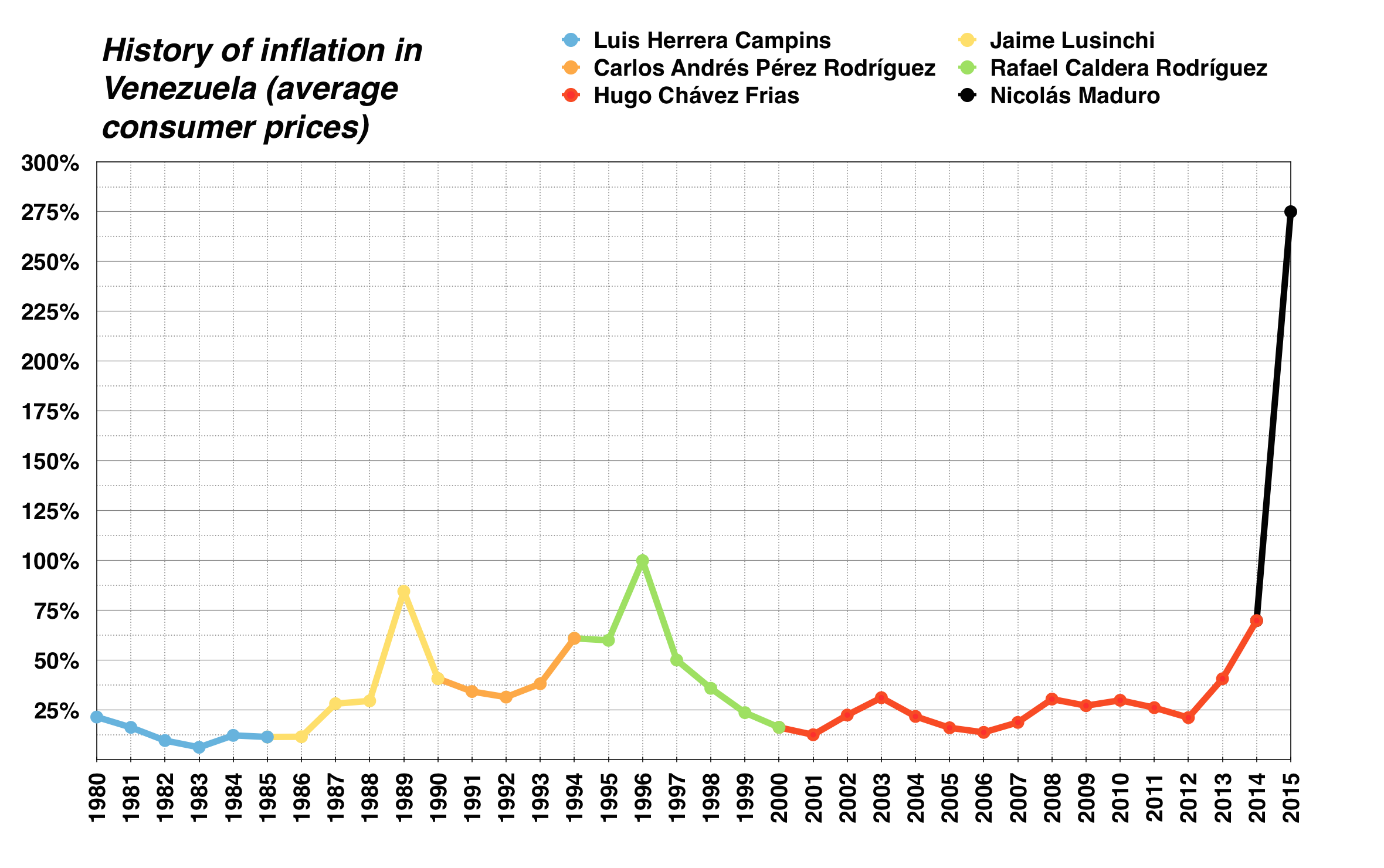
La inflación durante el segundo gobierno de Caldera, en color verde.

| Inflación | Inflación | Inflación | Inflación | Inflación |
| 1994      | 1995      | 1996      | 1997      | 1998      |
| --------- | --------- | --------- | --------- | --------- |
| 60,8%     | 59,9%     | 99,9%     | 50%       | 35,8%     |

| Crecimiento del PIB | Crecimiento del PIB | Crecimiento del PIB | Crecimiento del PIB | Crecimiento del PIB |
| 1994                | 1995                | 1996                | 1997                | 1998                |
| ------------------- | ------------------- | ------------------- | ------------------- | ------------------- |
| -2,3%               | 4%                  | 0,2%                | 6,4%                | 0,3%                |

### Política laboral
Desde mediados de 1997 el ambiente político se vio conmovido por diferentes conflictos laborales. La prolongada huelga de los profesores de las Universidades mantuvo paralizada la educación superior por dos meses; el conflicto de los empleados del Metro de Caracas, la huelga de la CANTV, los paros de los trabajadores de los tribunales y las demandas salariales de los empleados del sector público, ocuparon la atención del gobierno y de la opinión. Semanas más tarde, la Confederación de Trabajadores de Venezuela (CTV) convocaba un «Paro Cívico Nacional» para el día 6 de agosto con el objetivo de exigirle al sector empresarial que se pusiese al día con la nueva legislación nacional.
En 1997 se creó una Comisión Tripartita integrada por representantes de industriales, trabajadores y el Gobierno, asumió la reforma del régimen de prestaciones sociales, y procuraba llegar a acuerdos para elaborar un nuevo estatuto laboral, el cual fue aprobado por el Congreso en julio de 1997.

### Política de infraestructura

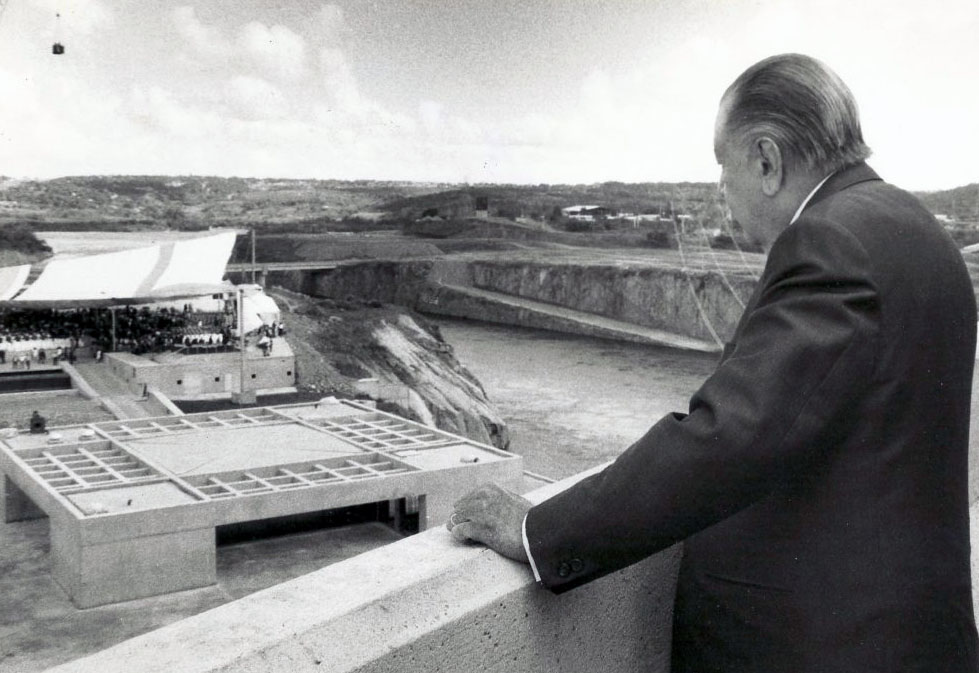
Inauguración del Complejo Hidroeléctrico Macagua II el 23 de enero de 1997.

Durante su segundo gobierno, se inauguraran diferentes obras en varias regiones del país. Entre las más importantes se encuentran la puesta en servicio del primer tramo de la línea 3 (Plaza Venezuela-El Valle) del Metro de Caracas el 18 de diciembre del año 1994, el cual ya había sido iniciado por gobiernos anteriores. En paralelo, se comienzan los avances para el proyecto del ferrocarril Caracas-Cúa. Por otro lado, el 23 de enero de 1997 se inauguran las etapas II y III de la central hidroeléctrica Macagua. Ese año también se inaugura la Carretera Dr. Rafael Caldera que conecta las ciudades de Mérida y el Vigía. 

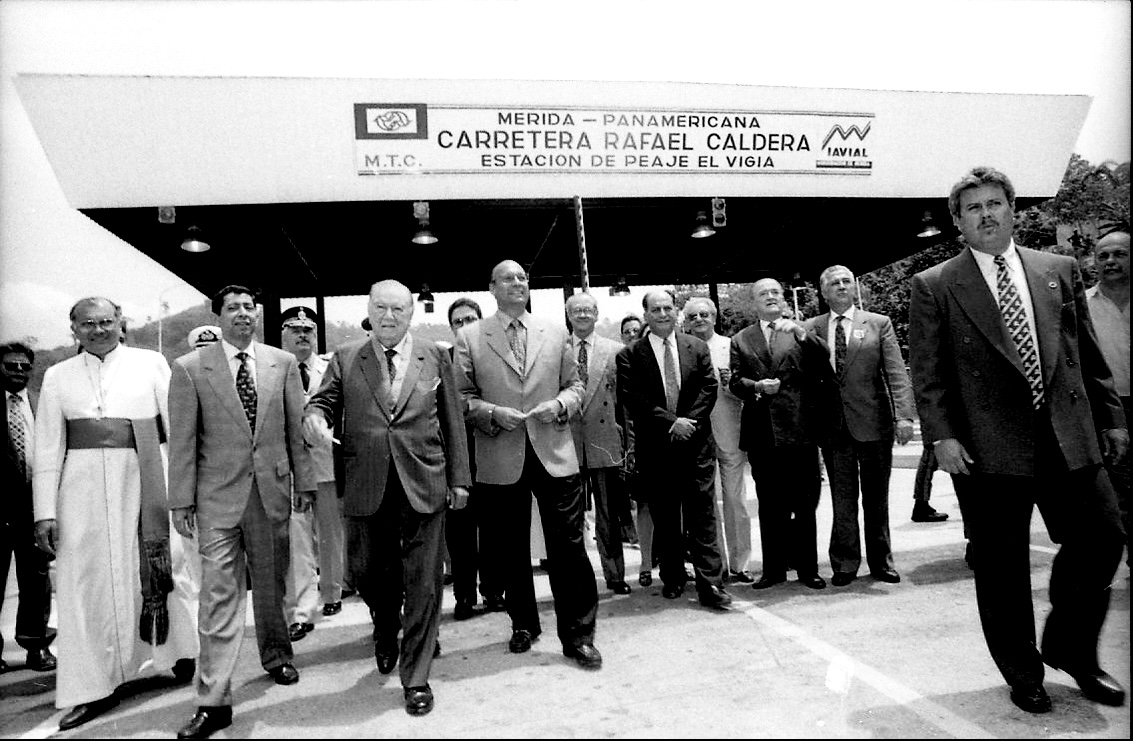
Inauguración de la Carretera Mérida-El Vigía o Carretera Dr. Rafael Caldera.

Además de estas obras, se destacan otras como la apertura y prolongación de tramos carreteros como San Carlos-Agua Blanca de la autopista José Antonio Páez, San Juan de Uchire-Clarines de la Autopista Rómulo Betancourt, San Felipe-La Raya de la Autopista Centro occidental y El Dorado-Santa Elena de Uairén de la troncal 10. Además de la inauguración del Museo Jacobo Borges y el Museo Cruz Diez. 

### Política en derechos humanos
Durante este gobierno se mantuvieron operativos de acoso en contra de locales donde acudían miembros de la comunidad sexo diversa. Varias organizaciones denunciaron la discriminación laboral y un discurso ofensivo desde algunos medios de prensa. En 1995 el homosexual José Luis Ortigoza fue violado y torturado por funcionarios policiales, provocando que se refugiara en Canadá.
El 14 de octubre de 1997 fue declarada nula la Ley de Vagos y Maleantes por la corte de justicia, entre las consideraciones para anularla se encontraban que esta ley no juzgaba un delito y que «se castiga al hombre por lo que es y no por lo que hace». También se prohibió despedir a los trabajadores por su orientación sexual.

## Política exterior

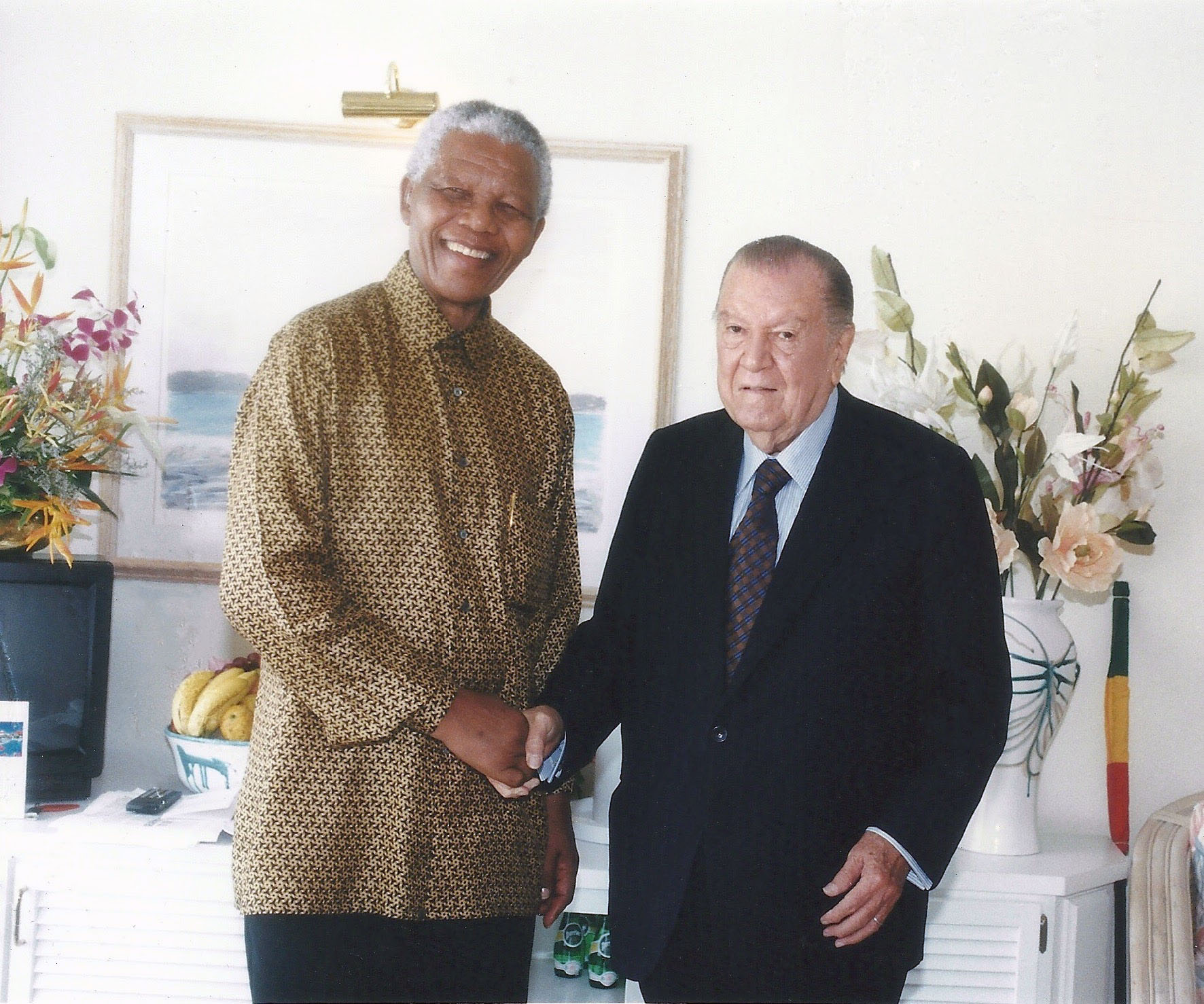
Encuentro de Caldera con el presidente surafricano Nelson Mandela, en el marco de la asamblea de la Comunidad del Caribe. Santa Lucía, 1998.

En la noche del 25 de febrero de 1995, se presentó la Masacre de Cararabo en un puesto fluvial de la Infantería de Marina venezolana, sito en el caño Cararabo, contiguo con el Departamento del Vichada en Colombia; ocho infantes de marina venezolanos fueron asesinados por una compañía de unos cien hombres del frente Domingo Laín del ELN comandada por el teniente Francisco León Paolini, desertor de la Guardia Nacional de Venezuela, después de dos horas de combate y robando abundante material de guerra.

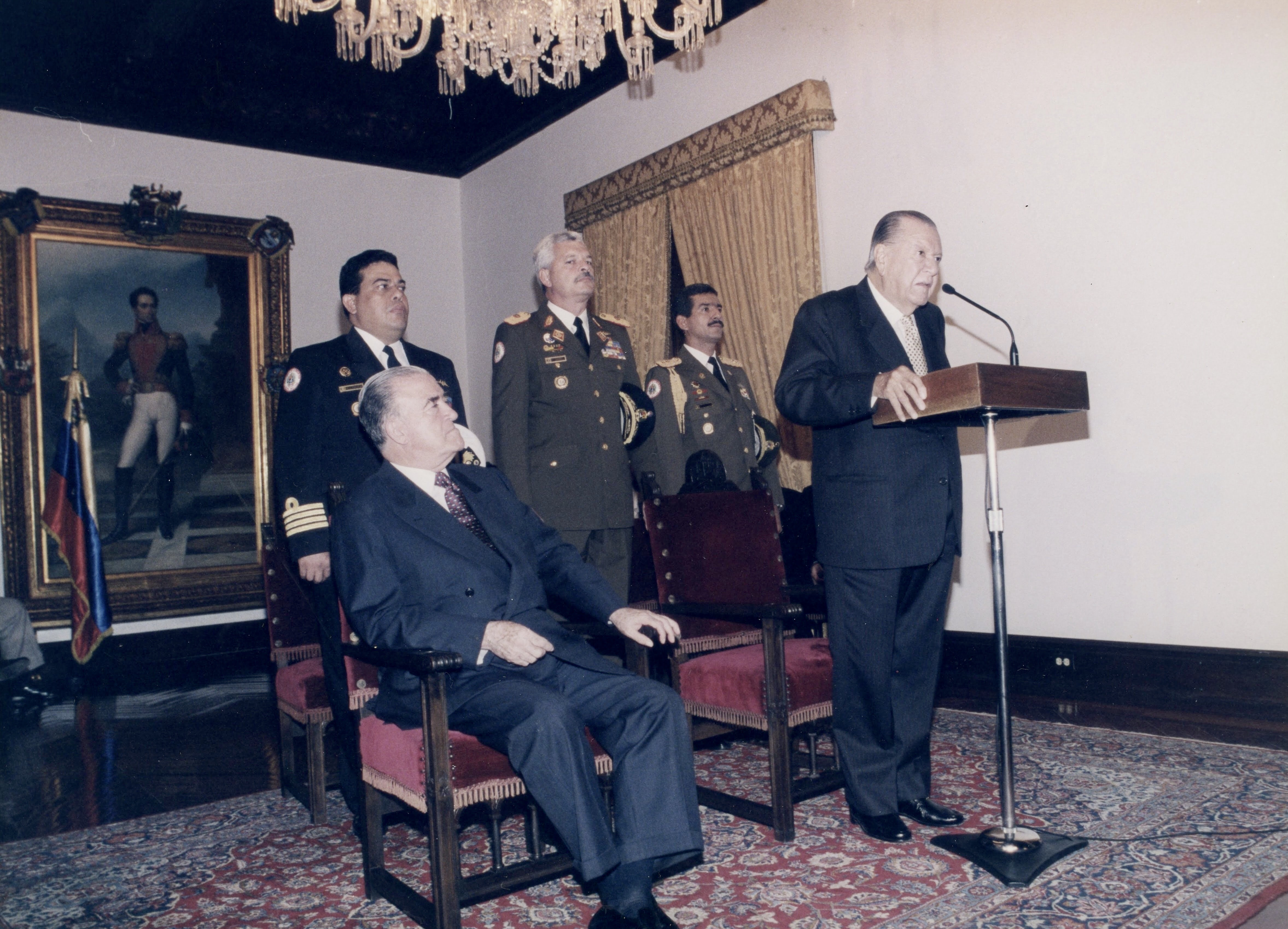
El presidente Caldera y su ministro de Relaciones Exteriores, Miguel Ángel Burelli Rivas, durante la salutación al cuerpo diplomático al iniciarse el año 1998. Casa Amarilla, Caracas.

En 1996 recibió al Papa Juan Pablo II en su segunda visita a Venezuela, cuando bendijo a los presos del Penal de Catia, en el lado oeste de Caracas (luego de esta visita, el edificio fue demolido). El 12 de octubre de 1997 recibió al presidente estadounidense Bill Clinton.
En 1997 Venezuela fue sede de la VII Cumbre Iberoamericana, Caldera insistió en hacer de la corrupción el tema central de la cumbre. En junio de 1998 se llevó a cabo en Caracas la Reunión Inaugural de la XXVIII Asamblea General de la Organización de los Estados Americanos.
En marzo de 1996, según la organización GlobalSecurity, «ocurrió un hecho trascendental, que apenas generó una ola en la prensa mundial. En su tercera sesión plenaria, los miembros de la Organización de los Estados Americanos (OEA) adoptaron la Convención Interamericana contra la Corrupción. A menudo se hace referencia a la Convención como la Convención de Caldera, en honor al presidente de Venezuela, quien fue uno de los impulsores de la misma».

## Oposición
Según Provea, entre octubre de 1994 y septiembre de 1998, hubo 2050 protestas en Venezuela.

## Repercusión histórica
La elección de 1998 vio la derrota total de Acción Democrática y COPEI, que se habían alternado en el gobierno durante 35 años (de 1959 a 1994), y que ahora perdió su influencia en la escena política venezolana. Muchos críticos cuestionan en retrospectiva la decisión de Rafael Caldera de sobreseer a los militares golpistas de 1992. El expresidente Carlos Andrés Pérez declaró en 1999: «Yo dije que los venezolanos harían presidente a Chávez alimentados por el pan de la rabia. Ese pan de la rabia que amasó con tanta fruición Caldera. La cantidad de disparates y errores que cometió fue el que trajo a Chávez a la presidencia».
Uno de cuyos aspectos más relevantes es la definitiva ruptura del bipartidismo, fenómeno que ya se había puesto de manifiesto en las elecciones de 1988. Sin embargo, es la primera vez desde la instauración de la democracia que triunfó un candidato sin el apoyo de los partidos Acción Democrática o Copei.